# Zhangmu (socken i Kina, Hunan, lat 27,06, long 112,68)
Zhangmu (kinesiska: 樟木, 樟木乡) är en socken i Kina. Den ligger i provinsen Hunan, i den södra delen av landet, omkring 130 kilometer söder om provinshuvudstaden Changsha.
Genomsnittlig årsnederbörd är 1 770 millimeter. Den regnigaste månaden är maj, med i genomsnitt 314 mm nederbörd, och den torraste är oktober, med 35 mm nederbörd.